# Theodor Hecker
Theodor Hecker, vermutlich identisch mit Theodore S. Hacker (* Dezember 1841 in Philadelphia, Pennsylvania; † nach 1868), war ein US-amerikanischer Landschaftsmaler der Düsseldorfer Schule und Fotograf.

## Leben
Theodore Hacker bzw. Theodor Hecker wirkte als Daguerreotypist in Philadelphia, ehe er in den Jahren 1867/1868 an der Kunstakademie Düsseldorf Malerei studierte. Dort war er Schüler der Elementarklasse von Andreas Müller und Heinrich Lauenstein.